# 阿尔贝·塔扬迪耶
阿尔贝·塔扬迪耶（法語：Albert Taillandier，1879年2月8日—？），法国男子自行车运动员。他曾代表法国参加1900年夏季奥林匹克运动会自行车比赛，获得男子个人竞速赛金牌。